# Liste der längsten Klappbrücken

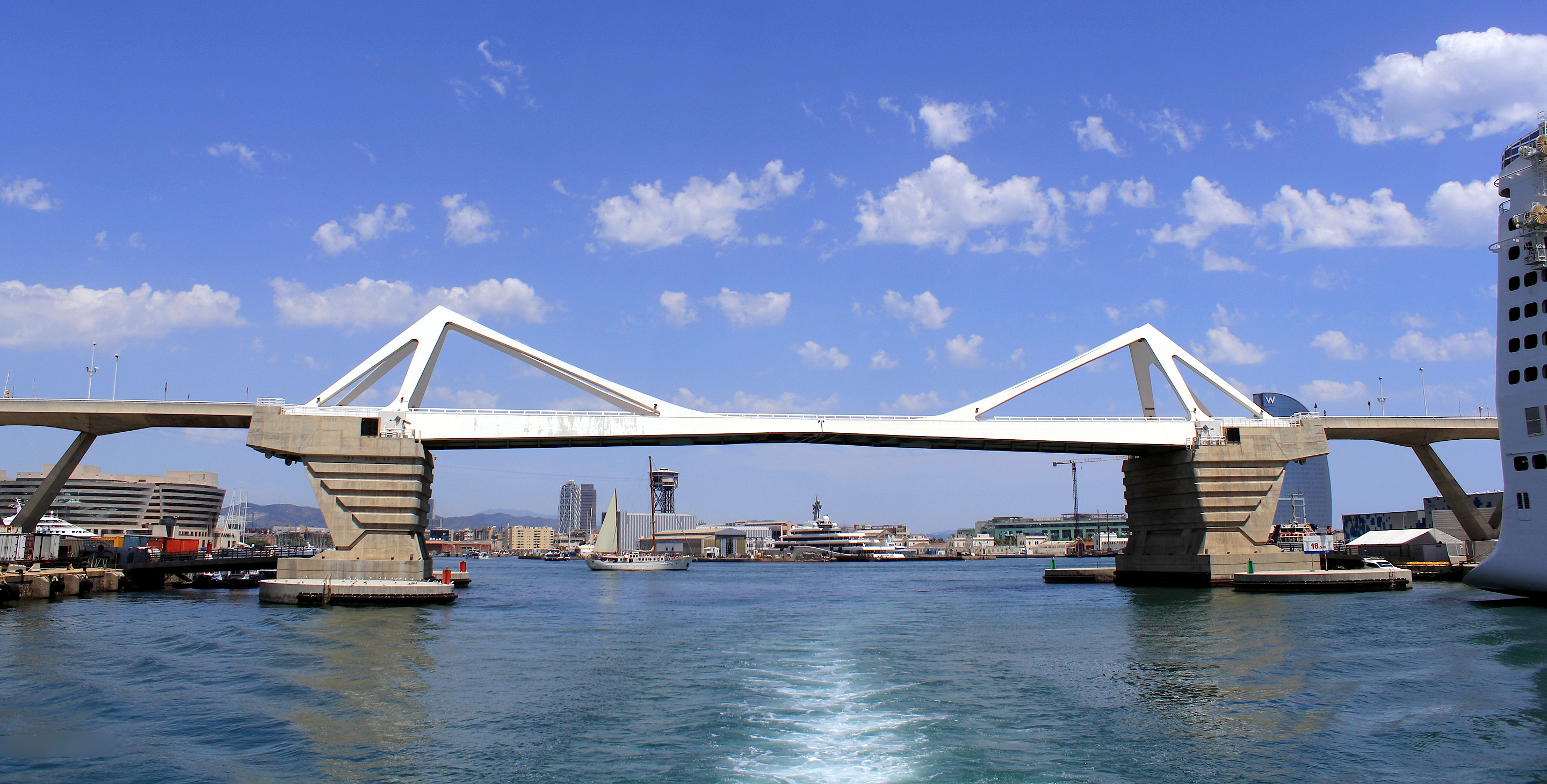
Die 2000 fertiggestellte Porta d’Europa im Hafen von Barcelona ist mit 109 m Spannweite die längste Klappbrücke der Welt

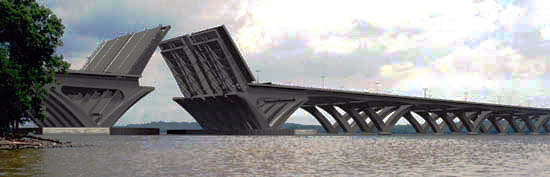
Die 2003 fertiggestellte Woodrow Wilson Bridge in Washington, D.C. ist mit 12 Fahrstreifen auf über 70 m Breite die breiteste bewegliche Brücke der Welt (vier parallele zweiflügelige Klappbrücken)

Die Liste der längsten Klappbrücken führt die weltweit errichteten Klappbrücken mit einer Spannweite von über 60 Metern (etwa 200 Fuß) auf. Sie sind oder waren meist Bestandteil von Brückenbauwerken mit weiteren festen Brückenfeldern. Die Aufnahme in die Liste sowie deren Vorsortierung erfolgt nach der Spannweite der beweglichen Träger und nicht nach der Gesamtlänge der Brückenbauwerke. Zudem kann die Spannweite des beweglichen Teils aus einer oder zwei Klappen aufgebaut sein. Zur Verwirklichung von Brücken mit mehreren Gleisen oder Fahrstreifen kommen auch mehrere parallel angeordnete Klappbrücken zum Einsatz. Diese können alternativ auch als Doppelstockbrücken mit übereinander liegenden Ebenen ausgeführt sein. Nicht mehr vorhandene oder ersetzte Klappbrücken dieser Größenordnung sind ebenfalls gelistet, die Tabellenzeilen sind dann in einem dunkleren Grau hinterlegt (auch bei Stilllegung oder Austausch der Klappbrücke in einem weiterhin vorhandenen Bauwerk).

## Entwicklung großer Klappbrücken ab Ende des 19. Jahrhunderts

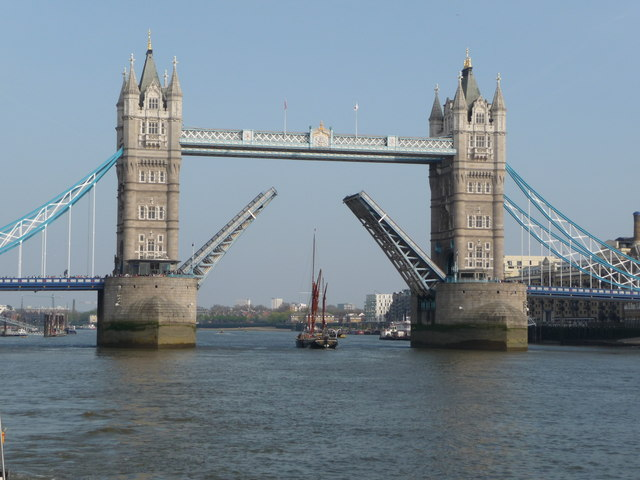
Die Tower Bridge in London von 1894 war die erste große Klappbrücke, Spannweite 69 Meter

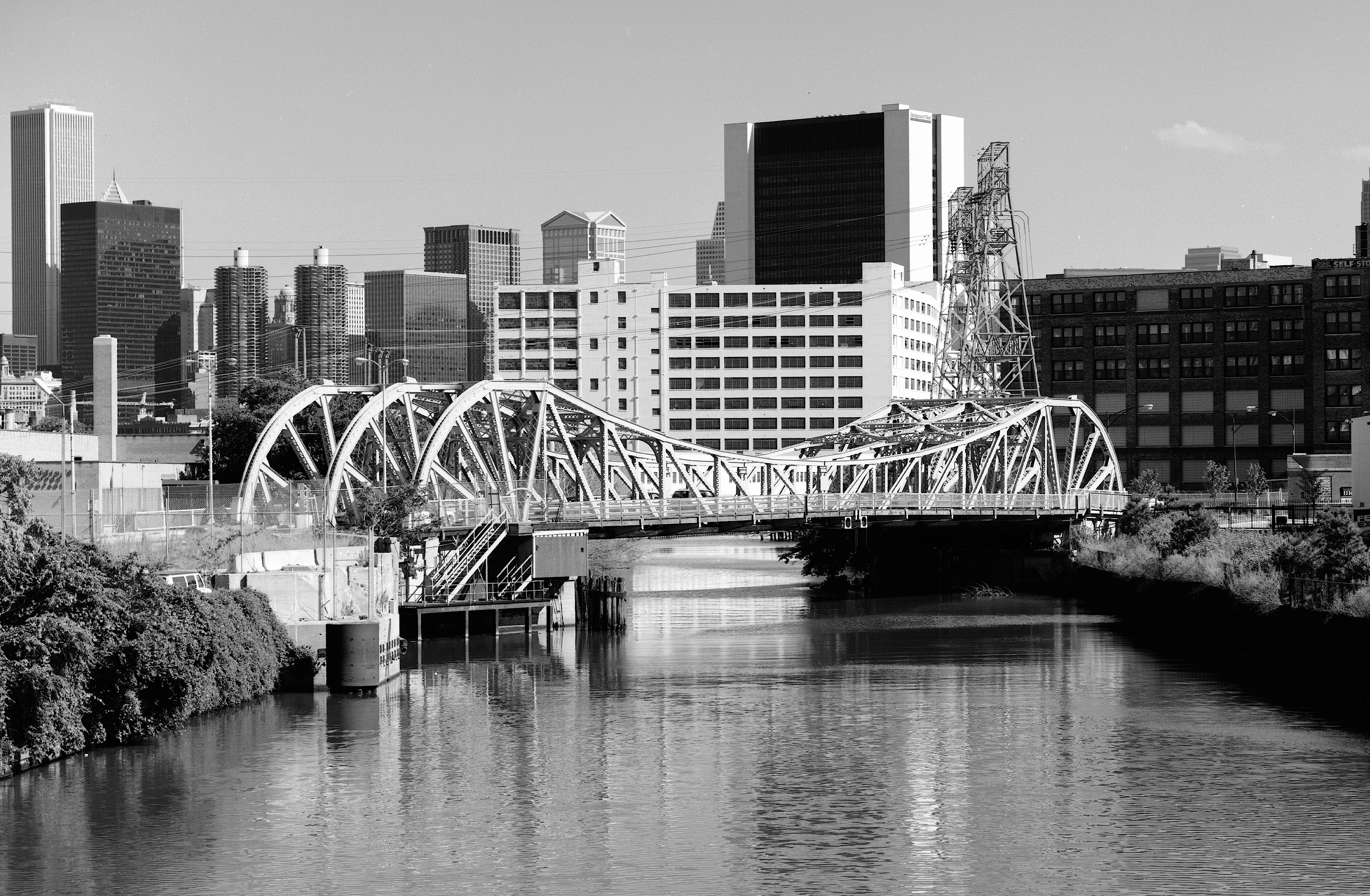
Die Halsted Street North Branch Canal Bridge von 1909 war ein typischer Vertreter der frühen von der Stadt Chicago entwickelten Klappbrücken (Brücke 2011 ersetzt)

Klappbrücken gingen aus den schon im Mittelalter benutzten Zugbrücken hervor, haben aber im Gegensatz zu diesen einen mit einem Gegengewicht direkt oder indirekt ausbalancierten beweglichen Träger ähnlich einer Wippe (im Englischen daher auch bascule bridge genannt, mit dem aus dem Französischen entlehnten Wort bascule für Wippe). Mit der Einführung von Stahl im Brückenbau Ende des 19. Jahrhunderts wurde die Konstruktion von langen meist als Fachwerk ausgeführten Brückenträgern möglich, die auch für bewegliche Brücken zum Einsatz kamen. Die erste große zweiflügelige Klappbrücke mit einer Spannweite von 69 Metern ist die 1894 fertiggestellte Tower Bridge in London. Gleichzeitig wurden in den USA mehrere neue Konstruktionsformen von Klappbrücken entwickelt. Neben der klassischen Zapfenbrücke mit tiefliegendem Gegengewicht wie bei der Tower Bridge patentierten um die Jahrhundertwende in den USA William Donald Scherzer und Theodor Rall zwei Typen von Rollklappbrücken sowie Joseph Baermann Strauss die Fersenzapfenbrücke, alle meist mit obenliegendem Gegengewicht.
Von allen Bauformen entstand in den folgenden Jahrzehnten eine Vielzahl langer Klappbrücken von bis zu 100 Meter Spannweite, nur vier übertreffen bis heute dieses Maß. Für bewegliche Brücken mit größeren Spannweiten werden Drehbrücken oder Hubbrücken bevorzugt. Die längste zweiflügelige Klappbrücke der Welt ist die Porta d’Europa im Hafen von Barcelona mit 109 Metern. Die längste mit nur einem Flügel ist der bewegliche Teil der Erasmusbrücke in Rotterdam mit 89 Metern Spannweite. Die längste zweiflügelige Klappbrücke in Deutschland hat 104 Meter Spannweite und wurde 2016 mit der Rethe-Klappbrücke im Hamburger Hafen in Betrieb genommen.
Die meisten großen Klappbrücken wurden im 20. Jahrhundert in den USA errichtet und davon etwa die Hälfte alleine in Chicago. Ab 1900 plante die Stadt alle Drehbrücken über den Chicago River durch Klappbrücken zu ersetzen und entwarf dazu einen eigenen Zapfenbrückentyp in Fachwerkbauweise, der in den folgenden Jahrzehnten stetig weiterentwickelt wurde. Ältere Brücken dieser Bauform sind durch ihre charakteristischen seitlichen und teils zentralen Fachwerke gekennzeichnet, deren Bauhöhe zur Flussmitte hin abnimmt und wo die Fahrbahn meist wie bei einer Trogbrücke mittig oder in Höhe der Untergurte geführt wird.
Einschließlich anderer Konstruktionstypen entstanden auf dem heutigen Stadtgebiet in der ersten Hälfte des 20. Jahrhunderts über 50 Klappbrücken über den Chicago River, Calumet River und den Chicago Sanitary and Ship Canal, von denen etwa 30 mit Spannweiten von über 60 Meter (etwa 200 Fuß) noch funktionstüchtig erhalten sind. Zu den größten zählt die als Doppelstockbrücke ausgeführte Outer Drive Bridge von 1937 mit zwei über 6000 Tonnen schweren Stahlklappen, die auf zwei Ebenen insgesamt 12 Fahrstreifen führt. Die gleiche Anzahl auf einer Ebene führen nur die Van Brienenoordbrug in Rotterdam (1965/1990) und die 2003 eröffnete Woodrow Wilson Bridge in Washington, D.C., die aus zwei beziehungsweise vier parallelen zweiflügeligen Zapfenbrücken aufgebaut sind.
Die meisten langen Klappbrücken in Europa wurden ab den 1960er Jahren in Belgien errichtet, in den Häfen von Antwerpen und Zeebrugge sowie über den Seekanal Brüssel-Schelde und den Kanal Gent–Terneuzen. Bis 2019 entstanden hier 18 Klappbrücken mit Spannweiten von über 60 Meter, hauptsächlich als einflügelige Zapfenbrücken. Die längste mit 86 Meter Spannweite ist aber eine zweiflügelige Fersenzapfenbrücke nach Strauss, die 1967 mit der Eisenbahnbrücke Lillobrug im Hafen von Antwerpen gebaut wurde.

## Kriterien
Als Kriterium für die Aufnahme in die Liste wurde eine Mindestspannweite von 60 Metern gewählt, orientiert am angloamerikanischen Maß von 200 Fuß, das 60,96 Metern entspricht. Die Spannweite kann durch eine oder zwei Klappen erzielt werden. Im geschlossenen Zustand werden die Klappen in der Mitte miteinander verriegelt und bilden dann ein gemeinsames Brückendeck.
Aufgrund der verschiedenen Konstruktionsformen von Klappbrücken ist die Angabe einer einheitlichen Spannweite schwierig und dadurch in der Literatur unterschiedlich sowie teilweise ungenau. Für zweiflügelige Zapfen- und Fersenzapfenbrücken wird der Abstand zwischen den Drehzapfen der Klappen (bei nur einer Klappe deren Länge vom Drehzapfen aus) und für Rollklappbrücken der Abstand zwischen den äußeren Auflagepunkten der Klappe(n) im geschlossenen Zustand angegeben. Zudem ist die Spannweite zu unterscheiden vom Abstand zwischen den Pfeilern und der lichten Weite für den Schiffsverkehr (da die Drehzapfen im Brückenpfeiler liegen, ist die Spannweite immer größer) sowie von der Länge des Brückendecks, das landseitig über die Drehzapfen hinausragen kann. Zusätzlich werden zur Aufnahme von Verkehrslasten die Klappen von Zapfenbrücken im geschlossenen Zustand noch zusätzlich vor den Drehzapfen abgestützt (live load bearings). Dies wird bei der Angabe der Spannweite in der Regel vernachlässigt, genaue technische Beschreibungen weisen aber meist beide Maße aus.
Die Abmessungen der Tower Bridge verdeutlichen gut die unterschiedlichen Längenangaben: Der Abstand zwischen den Außenseiten der Pfeiler beträgt 200 ft (61 m), die Achsen der Drehzapfen liegen aber 12,75 ft (4 m) im Pfeiler und der Abstand zwischen ihnen beträgt somit 225,5 ft (69 m). Im geschlossenen Zustand werden zur Entlastung der Drehlager von den Verkehrslasten jetzt noch zusätzliche Keile 9 ft (3 m) vor den Drehzapfen unter die Stahlklappen geschoben, was die Spannweite noch verkürzt, aber bei der folgenden Listung nicht berücksichtigt wird.

## Liste der Klappbrücken
Die Liste erhebt nicht den Anspruch auf Vollständigkeit, da nicht ausgeschlossen werden kann, dass weitere Brücken entsprechend den Kriterien existieren oder existierten; eine fortlaufende Vervollständigung ist angestrebt. Aufnahme fanden nur Brücken, deren Angaben durch wissenschaftliche Publikationen, HAER-Dokumentationen oder vertrauenswürdige Internetquellen referenzierbar sind, fehlende Werte sind durch (?) markiert.
- Name: Name der Brücke entsprechend dem Lemma in der deutschsprachigen Wikipedia.
- überbrückt: Name des von der Brücke überspannten Gewässers (Fluss, Hafenbecken oder Bucht).
- Klappbrücke(n):
  - Spannweite: Spannweite des klappbaren Brückenträgers, i. d. R. der Abstand zwischen den Achsen der Drehzapfen (zur Erklärung siehe unter Kriterien).
  - Klappen: Anzahl der Klappen (1 oder 2), bei mehreren parallelen Klappbrücken ist dies durch X × 1 oder X × 2 angegeben.
  - Ausführung: Konstruktionsform der Klappbrücke.
- Gesamtlänge: Gesamtlänge der Brücke zwischen den Widerlagern. Wenn die genaue Länge in den Quellen nicht angegeben ist, wird diese als ungefähre Angabe mit ca. markiert (tlw. mit der Entfernungsmessung bei Google Maps ermittelt).
- Fertigstellung: Jahr der Fertigstellung der Klappbrücke. Planungs- und Baubeginn können mehrere Jahre davor liegen. Das Jahr von Vorgängerbauten ist in Klammern darüber und beim späteren Bau einer zweiten parallelen Brücke ist das entsprechende Jahr zusätzlich ohne Klammern darunter angegeben (die Sortierung erfolgt hier nach dem Jahr der Fertigstellung der ersten Klappbrücke).
- Nutzung / Status: (Ursprüngliche) Nutzung als Eisenbahnbrücke oder Straßenbrücke (tlw. als Kombination der Verkehrswege).
- Gleise / Fahrstreifen: Anzahl der Gleise und Fahrstreifen. Bei einer gleichzeitigen Nutzung für den Eisenbahn- und Straßenverkehr ist die Anzahl der Fahrstreifen in Klammern angegeben. Bei Doppelstockbrücken steht die Aufteilung für jede Ebene jeweils übereinander.
- Ort: Nächstgelegene Stadt oder die Region, in der die Brücke errichtet wurde, mit Bundesstaat bzw. Bundesland.
- Koordinaten: Koordinaten der Brücke.
- Land: Das entsprechende Land in ISO-3166-ALPHA-3-Code.

Tabellenzeilen von nicht mehr vorhandenen oder ersetzten Klappbrücken (auch in weiterhin vorhandenen Bauwerken) sind in einem dunkleren Grau hinterlegt. Die Angaben zu Brücken, die noch keinen Artikel in der deutschsprachigen Wikipedia haben, sind durch die unter Name angeführten Einzelnachweise referenziert. Zudem sind fehlende Angaben in vorhandenen Hauptartikeln hier ebenfalls referenziert.
| Foto                                                                                 | Name                                                     | überbrückt                      | Klappbrücke(n)  | Klappbrücke(n) | Klappbrücke(n)                   | Gesamtlänge in m | Fertig- stellung      | Stilllegung / Abriss | Nutzung / Status                          | Gleise / Fahrstreifen | Ort                                   | Koordinaten                       | Land    |
| Foto                                                                                 | Name                                                     | überbrückt                      | Spannweite in m | Klappen        | Ausführung                       | Gesamtlänge in m | Fertig- stellung      | Stilllegung / Abriss | Nutzung / Status                          | Gleise / Fahrstreifen | Ort                                   | Koordinaten                       | Land    |
| ------------------------------------------------------------------------------------ | -------------------------------------------------------- | ------------------------------- | --------------- | -------------- | -------------------------------- | ---------------- | --------------------- | -------------------- | ----------------------------------------- | --------------------- | ------------------------------------- | --------------------------------- | ------- |
|                                                                                      | Porta d’Europa                                           | Hafen von Barcelona             | 109             | 0002           | Zapfenbrücke                     | 0884             | 2000                  | —                    | Straße                                    | – / 2                 | Barcelona, Provinz Barcelona          | 41.364888888889 2.1813888888889   | ESP     |
|                                                                                      | Rethe-Klappbrücke                                        | Rethe                           | 104             | 2 × 2          | Zapfenbrücke                     | ca. 160          | (1934) 2016           | —                    | Eisenbahn / Straße                        | 1 / 2                 | Hamburger Hafen, Hamburg              | 53.504 9.966                      | GER     |
|                                                                                      | Sault Ste. Marie International Railroad Bridge           | Saint Marys River               | 102             | 0002           | Fersenzapfenbrücke (Typ Strauss) | 1701             | (1877, 1895) 1913     | —                    | Eisenbahn                                 | 1 / –                 | Sault Ste. Marie, Michigan            | 46.503611111111 -84.363361111111  | USA CAN |
|                                                                                      | Charles Berry Bridge                                     | Black River                     | 102             | 0002           | Zapfenbrücke                     | 0321             | (1900) 1940           | —                    | Straße                                    | – / 4                 | Lorain, Ohio                          | 41.469888888889 -82.175611111111  | USA     |
| rechts mittig die stillgelegte Brücke neben der zugeschütteten ehemaligen Durchfahrt | Hafenbrücke (Valencia)                                   | Hafen von Valencia              | 098             | 0002           | Zapfenbrücke                     | 0125             | 2001                  | 2007                 | Eisenbahn / Straße (umgebaut u. versetzt) | 1 / 2                 | Valencia, Provinz Valencia            | 39.457833333333 -0.32561111111111 | ESP     |
|                                                                                      | Market Street Bridge                                     | Tennessee River                 | 094             | 0002           | Rollklappbrücke (Typ Scherzer)   | 0578             | 1917                  | —                    | Straße                                    | – / 4                 | Chattanooga, Tennessee                | 35.058472222222 -85.309333333333  | USA     |
|                                                                                      | Southwest Second Avenue Bridge                           | Miami River                     | 093             | 0002           | Zapfenbrücke                     | 0173             | (1896, 1924) 2003     | —                    | Straße                                    | – / 4                 | Miami, Florida                        | 25.768916666667 -80.197472222222  | USA     |
|                                                                                      | Galatabrücke                                             | Goldenes Horn                   | 092             | 2 × 2          | Zapfenbrücke                     | 466              | (1875, 1912) 1994     | —                    | Straße (1)                                | – / 6                 | Istanbul, Istanbul (Provinz)          | 41.02 28.973055555556             | TUR     |
|                                                                                      | Ponte móvel de Leça                                      | Rio Leça                        | 092             | 0002           | Zapfenbrücke                     | ca. 470          | (1961) 2007           | —                    | Straße                                    | – / 2                 | Matosinhos, Região Norte              | 41.188833333333 -8.6944166666667  | PRT     |
|                                                                                      | Puente José León de Carranza                             | Bucht von Cádiz                 | 090             | 0002           | Zapfenbrücke                     | 1400             | 1969                  | —                    | Straße                                    | – / 3                 | Cádiz, Provinz Cádiz                  | 36.505861111111 -6.2480833333333  | ESP     |
|                                                                                      | High Street Bridge                                       | Oakland Estuary                 | 090             | 0002           | Zapfenbrücke                     | 0154             | (1894) 1939           | —                    | Straße                                    | – / 2                 | Oakland, Kalifornien                  | 37.764555555556 -122.22488888889  | USA     |
|                                                                                      | First Avenue South Bridge                                | Duwamish River                  | 090             | 2 × 2          | Zapfenbrücke                     | 0882             | 1956 1997             | —                    | Straße                                    | – / 6                 | Seattle, Washington                   | 47.537944444444 -122.335          | USA     |
|                                                                                      | Erasmusbrücke                                            | Nieuwe Maas                     | 089             | 0001           | Zapfenbrücke                     | 0802             | 1996                  | —                    | Straße (1)                                | – / 4                 | Rotterdam, Provinz Zuid-Holland       | 51.909136111111 4.4866361111111   | NLD     |
|                                                                                      | West Spokane Street Bridge                               | Duwamish River                  | 088             | 2 × 2          | Zapfenbrücke                     | 000?             | (1902–1918) 1924 1930 | 1986 1989            | Straße (ersetzt)                          | – / 6                 | Seattle, Washington                   | 47.571166666667 -122.35422222222  | USA     |
|                                                                                      | Casco Bay Bridge                                         | Fore River                      | 087             | 2 × 2          | Zapfenbrücke                     | 1447             | (1916) 1997           | —                    | Straße                                    | – / 4                 | Portland, Maine                       | 43.644638888889 -70.256555555556  | USA     |
|                                                                                      | Park Street Bridge                                       | Oakland Estuary                 | 087             | 0002           | Zapfenbrücke                     | 0132             | (1893) 1935           | —                    | Straße                                    | – / 4                 | Oakland, Kalifornien                  | 37.771694444444 -122.23658333333  | USA     |
|                                                                                      | Lillobrug                                                | Kanaaldok                       | 086             | 0002           | Fersenzapfenbrücke (Typ Strauss) | 0400             | 1967                  | —                    | Eisenbahn / Straße (2)                    | 2 /(2)                | Antwerpen, Provinz Antwerpen          | 51.3075 4.3216666666667           | BEL     |
|                                                                                      | Herrenbrücke                                             | Trave                           | 086             | 2 × 2          | Zapfenbrücke                     | 0550             | (1902) 1964           | 2005                 | Straße (ersetzt)                          | – / 4                 | Lübeck, Schleswig-Holstein            | 53.901666666667 10.7725           | GER     |
|                                                                                      | Broadway Bridge                                          | Willamette River                | 085             | 0002           | Rollklappbrücke (Typ Rall)       | 0531             | 1913                  | —                    | Straße                                    | – / 4                 | Portland, Oregon                      | 45.531805555556 -122.67388888889  | USA     |
|                                                                                      | Intracoastal Canal Bridge                                | Intracoastal Canal              | 084             | 0002           | Zapfenbrücke                     | 1680             | (1968) 2005           | —                    | Straße                                    | – / 2                 | St. Mary Parish, Louisiana            | 29.771416666667 -91.785222222222  | USA     |
|                                                                                      | CTT South Branch Chicago River Lift Bridge               | Chicago River                   | 084             | 0002           | Rollklappbrücke (Typ Scherzer)   | 0137             | (?) 1901              | 1929                 | Eisenbahn (abgerissen)                    | 2 / –                 | Chicago, Illinois                     | 41.872138888889 -87.635888888889  | USA     |
|                                                                                      | Woodrow Wilson Bridge                                    | Potomac River                   | 082             | 4 × 2          | Zapfenbrücke                     | 1855             | (1961) 2003           | —                    | Straße                                    | – /12                 | Washington, D.C.                      | 38.792527777778 -77.033666666667  | USA     |
|                                                                                      | Wabash Avenue Bridge                                     | Chicago River                   | 082             | 0002           | Zapfenbrücke                     | 0105             | 1930                  | —                    | Straße                                    | – / 4                 | Chicago, Illinois                     | 41.887972222222 -87.626944444444  | USA     |
|                                                                                      | Columbus Drive Bridge                                    | Chicago River                   | 082             | 0002           | Zapfenbrücke                     | 0119             | 1982                  | —                    | Straße                                    | – / 7                 | Chicago, Illinois                     | 41.888527777778 -87.620416666667  | USA     |
|                                                                                      | Wells Street Bridge                                      | Chicago River                   | 082             | 0002           | Zapfenbrücke (Doppelstock)       | 0105             | (1841–1896) 1922      | —                    | Eisenbahn / Straße                        | 2 / – – / 3           | Chicago, Illinois                     | 41.8875 -87.633888888889          | USA     |
|                                                                                      | Pont mobile de Bizerte                                   | See von Bizerte                 | 082             | 0001           | Rollklappbrücke (Typ Scherzer)   | 0380             | (1898) 1980           | —                    | Straße                                    | – / 2                 | Bizerte, Gouvernement Bizerte         | 37.267805555556 9.8752777777778   | TUN     |
|                                                                                      | Outer Drive Bridge                                       | Chicago River                   | 080             | 0002           | Zapfenbrücke (Doppelstock)       | 0109             | 1937                  | —                    | Straße                                    | – / 8 – / 4           | Chicago, Illinois                     | 41.888416666667 -87.614055555556  | USA     |
|                                                                                      | Morrison Bridge                                          | Willamette River                | 080             | 0002           | Zapfenbrücke                     | 0953             | (1887, 1905) 1958     | —                    | Straße                                    | – / 6                 | Portland, Oregon                      | 45.517888888889 -122.66969444444  | USA     |
|                                                                                      | Puente Móvil del Puerto de Tarragona                     | Hafen von Tarragona             | 080             | 0002           | Zapfenbrücke                     | ca. 210          | 1999                  | —                    | Straße                                    | – / 2                 | Tarragona, Provinz Tarragona          | 41.106333333333 1.2433611111111   | ESP     |
|                                                                                      | US 101 Chehalis River Bridge                             | Chehalis River                  | >80             | 0002           | Zapfenbrücke                     | 0804             | 1955                  | —                    | Straße                                    | – / 4                 | Aberdeen, Washington                  | 46.972388888889 -123.80911111111  | USA     |
|                                                                                      | Tacony–Palmyra Bridge                                    | Delaware River                  | 079             | 0002           | Rollklappbrücke (Typ Scherzer)   | 1115             | 1929                  | —                    | Straße                                    | – / 3                 | Philadelphia, Pennsylvania            | 40.013 -75.043                    | USA     |
|                                                                                      | St. Charles Air Line Bridge                              | Chicago River                   | 079             | 0001           | Fersenzapfenbrücke (Typ Strauss) | 0097             | (1882) 1919           | 1930                 | Eisenbahn (umgebaut u. versetzt)          | 2 / –                 | Chicago, Illinois                     | 41.861027777778 -87.634583333333  | USA     |
|                                                                                      | Ruby Street Bridge                                       | Des Plaines River               | 078             | 0002           | Zapfenbrücke                     | 0121             | 1935                  | —                    | Straße                                    | – / 3                 | Joliet, Illinois                      | 41.536638888889 -88.082972222222  | USA     |
|                                                                                      | DuSable Bridge                                           | Chicago River                   | 077             | 0002           | Zapfenbrücke (Doppelstock)       | 0122             | 1920                  | —                    | Straße                                    | – / 6 – / 4           | Chicago, Illinois                     | 41.888861111111 -87.624361111111  | USA     |
|                                                                                      | Canal Street Bridge                                      | Chicago River                   | 077             | 0002           | Zapfenbrücke                     | 0107             | (1893, 1903) 1949     | —                    | Straße                                    | – / 4                 | Chicago, Illinois                     | 41.854666666667 -87.638722222222  | USA     |
|                                                                                      | Franklin Street Bridge                                   | Chicago River                   | 077             | 0002           | Zapfenbrücke                     | 0098             | 1920                  | —                    | Straße                                    | – / 3                 | Chicago, Illinois                     | 41.8875 -87.635833333333          | USA     |
|                                                                                      | Burnside Bridge                                          | Willamette River                | 077             | 0002           | Zapfenbrücke                     | 0856             | (1894) 1926           | —                    | Straße                                    | – / 5                 | Portland, Oregon                      | 45.523083333333 -122.66761111111  | USA     |
| Straßenbrücke ohne Gleis geöffnet, zweite Brücke noch nicht vorhanden                | Kieldrechtbruggen (Waaslandkanal)                        | Kieldrechtsluis                 | 077             | 2 × 1          | Zapfenbrücke                     | 0098             | 2016 2019             | —                    | Eisenbahn / Straße (6)                    | 1 / 4                 | Antwerpen, Provinz Antwerpen          | 51.276527777778 4.2452777777778   | BEL     |
| Schleuse Kieldrechtsluis unten links, das Deurganckdok darüber                       | Kieldrechtbruggen (Deurganckdok)                         | Kieldrechtsluis                 | 077             | 2 × 1          | Zapfenbrücke                     | 0098             | 2016 2019             | —                    | Eisenbahn / Straße (6)                    | 1 / 4                 | Antwerpen, Provinz Antwerpen          | 51.281277777778 4.2500555555556   | BEL     |
| Brücke ganz links, daneben die Doppelbrücke der I-695                                | Pennington Avenue Bridge                                 | Curtis Creek                    | 076             | 2 × 2          | Zapfenbrücke                     | 0584             | 1976                  | —                    | Straße                                    | – / 4                 | Baltimore, Maryland                   | 39.207944444444 -76.580416666667  | USA     |
| 2. und 3. Brücke von links, davor die Pennington Avenue Bridge                       | Curtis Creek Bascule Bridges                             | Curtis Creek                    | 076             | 2 × 2          | Zapfenbrücke                     | 0937             | 1978                  | —                    | Straße                                    | – / 4                 | Baltimore, Maryland                   | 39.207694444444 -76.581333333333  | USA     |
| Im Vordergrund die Cape Fear Memorial Bridge, dahinter die Isabel Holmes Bridge      | Isabel Holmes Bridge                                     | Cape Fear River                 | 076             | 0002           | Zapfenbrücke                     | 0704             | 1980                  | —                    | Straße                                    | – / 4                 | Wilmington, North Carolina            | 34.251777777778 -77.950805555556  | USA     |
|                                                                                      | 106th Street Bridge                                      | Calumet River                   | 076             | 0002           | Zapfenbrücke                     | 0106             | (?) 1930              | —                    | Straße                                    | – / 2                 | Chicago, Illinois                     | 41.702805555556 -87.545916666667  | USA     |
|                                                                                      | Inhulbrücke                                              | Inhul                           | 076             | 0001           | Zapfenbrücke                     | 0422             | 1981                  | —                    | Straße                                    | – / 4                 | Mykolajiw, Oblast Mykolajiw           | 46.979722222222 31.989444444444   | UKR     |
|                                                                                      | Kaiqi-Brücke                                             | Hai He                          | 076             | 0002           | Zapfenbrücke                     | 0869             | 2009                  | —                    | Straße                                    | – / 4                 | Tianjin, Huabei                       | 39.000861111111 117.67619444444   | CHN     |
|                                                                                      | Terengganu-Klappbrücke                                   | Sungai Terengganu               | 076             | 0002           | Zapfenbrücke                     | 0638             | 2019                  | —                    | Straße                                    | – / 4                 | Kuala Terengganu, Terengganu          | 5.3398055555556 103.14480555556   | MYS     |
|                                                                                      | Clark Street Bridge                                      | Chicago River                   | 075             | 0002           | Zapfenbrücke                     | 0106             | (1840–1889) 1929      | —                    | Straße                                    | – / 3                 | Chicago, Illinois                     | 41.8875 -87.631027777778          | USA     |
|                                                                                      | Robert Craig Memorial Bridge                             | Maumee River                    | 075             | 0002           | Zapfenbrücke                     | 0364             | 1957                  | —                    | Straße                                    | – / 4                 | Toledo, Ohio                          | 41.661166666667 -83.512416666667  | USA     |
|                                                                                      | State Street Bridge                                      | Chicago River                   | 075             | 0002           | Zapfenbrücke                     | 0094             | 1949                  | —                    | Straße                                    | – / 6                 | Chicago, Illinois                     | 41.8875 -87.627972222222          | USA     |
|                                                                                      | Lake Street Bridge                                       | Chicago River                   | 075             | 0002           | Zapfenbrücke (Doppelstock)       | 0102             | (1849–1893) 1916      | —                    | Eisenbahn / Straße                        | 2 / – – / 3           | Chicago, Illinois                     | 41.88575 -87.637722222222         | USA     |
|                                                                                      | Pont Jacques-Thillard                                    | Ecluse François 1er             | 075             | 0001           | Rollklappbrücke (Typ Scherzer)   | 0090             | 1971                  | —                    | Eisenbahn / Straße                        | 1 / 2                 | Le Havre, Département Seine-Maritime  | 49.476472222222 0.17522222222222  | FRA     |
|                                                                                      | South Damen Avenue Bridge                                | Chicago Sanitary and Ship Canal | 074             | 0002           | Zapfenbrücke                     | ca. 120          | 1929                  | 2002                 | Straße (ersetzt)                          | – / 4                 | Chicago, Illinois                     | 41.841611111111 -87.675472222222  | USA     |
|                                                                                      | Oudendijkbrug                                            | Berendrechtsluis                | 074             | 0001           | Zapfenbrücke                     | ca. 97           | 1985                  | —                    | Eisenbahn / Straße (2)                    | 1 /(2)                | Antwerpen, Provinz Antwerpen          | 51.344166666667 4.2813888888889   | BEL     |
| Geöffnete Brücke rechts oben                                                         | Berendrechtbrug                                          | Berendrechtsluis                | 074             | 0001           | Zapfenbrücke                     | ca. 97           | 1989                  | —                    | Eisenbahn / Straße (2)                    | 1 /(2)                | Antwerpen, Provinz Antwerpen          | 51.343611111111 4.29              | BEL     |
|                                                                                      | La Salle Street Bridge                                   | Chicago River                   | 074             | 0002           | Zapfenbrücke                     | 0106             | 1928                  | —                    | Straße                                    | – / 5                 | Chicago, Illinois                     | 41.887583333333 -87.632527777778  | USA     |
|                                                                                      | Fremont Bridge                                           | Lake Washington Ship Canal      | 074             | 0002           | Zapfenbrücke                     | 0097             | (1891, 1911) 1917     | —                    | Straße                                    | – / 4                 | Seattle, Washington                   | 47.647666666667 -122.34986111111  | USA     |
|                                                                                      | Southwest First Street Bridge                            | Miami River                     | 073             | 0002           | Zapfenbrücke                     | 0155             | (1929) 2021           | —                    | Straße                                    | – / 3                 | Miami, Florida                        | 25.773055555556 -80.200555555556  | USA     |
|                                                                                      | Cicero Avenue Bridge                                     | Chicago Sanitary and Ship Canal | 073             | 0002           | Zapfenbrücke                     | 0093             | 1927 00(1966) (5)     | —                    | Straße                                    | – / 6                 | Chicago, Illinois                     | 41.819444444444 -87.743333333333  | USA     |
|                                                                                      | 95th Street Bridge                                       | Calumet River                   | 073             | 0002           | Zapfenbrücke                     | 0105             | (1891, 1902) 1958     | —                    | Straße                                    | – / 4                 | Chicago, Illinois                     | 41.722861111111 -87.543166666667  | USA     |
|                                                                                      | Hafenbrücke (Santander)                                  | Hafen von Santander             | 072             | 0002           | Zapfenbrücke                     | 0273             | 2009                  | —                    | Straße                                    | – / 2                 | Santander, Kantabrien                 | 43.449361111111 -3.8221666666667  | ESP     |
|                                                                                      | Baltimore and Ohio Calumet River Railroad Bridge         | Calumet River                   | 072             | 0001           | Fersenzapfenbrücke (Typ Strauss) | ca. 100          | (?) 1913              | 1988                 | Eisenbahn (tlw. abgerissen)               | 2 / –                 | Chicago, Illinois                     | 41.720416666667 -87.543194444444  | USA     |
|                                                                                      | Dearborn Street Bridge                                   | Chicago River                   | 072             | 0002           | Zapfenbrücke                     | 0104             | (1834–1907) 1963      | —                    | Straße                                    | – / 4                 | Chicago, Illinois                     | 41.8875 -87.629527777778          | USA     |
|                                                                                      | CSX Hilton Drawbridge                                    | Cape Fear River                 | 072             | 0001           | Rollklappbrücke (Typ Scherzer)   | 0704             | (1888, 1916) 1973     | —                    | Eisenbahn                                 | 1 / –                 | Wilmington, North Carolina            | 34.258694444444 -77.948138888889  | USA     |
|                                                                                      | 100th Street Bridge                                      | Calumet River                   | 071             | 0002           | Zapfenbrücke                     | 0099             | 1927                  | —                    | Straße                                    | – / 2                 | Chicago, Illinois                     | 41.713861111111 -87.542527777778  | USA     |
|                                                                                      | Ashland Avenue North Branch Bridge                       | Chicago River                   | 071             | 0002           | Zapfenbrücke                     | 0118             | 1936                  | —                    | Straße                                    | – / 4                 | Chicago, Illinois                     | 41.922194444444 -87.6685          | USA     |
|                                                                                      | Baltimore and Ohio Railroad Bridge #463                  | Cuyahoga River                  | 070             | 0001           | Fersenzapfenbrücke (Typ Strauss) | 0078             | (1911) 1956           | ?                    | Eisenbahn (stillgelegt)                   | 1 / –                 | Cleveland, Ohio                       | 41.495888888889 -81.702805555556  | USA     |
|                                                                                      | Baltimore and Ohio Railroad Bridge #464                  | Cuyahoga River                  | 070             | 0001           | Rollklappbrücke (Typ Scherzer)   | 0102             | 1907                  | ?                    | Eisenbahn (stillgelegt)                   | 1 / –                 | Cleveland, Ohio                       | 42.498222222222 -81.707944444444  | USA     |
|                                                                                      | South Park Bridge                                        | Duwamish River                  | 070             | 0002           | Zapfenbrücke                     | 0452             | (1891, 1931) 2014     | —                    | Straße                                    | – / 4                 | Seattle, Washington                   | 47.529416666667 -122.31438888889  | USA     |
|                                                                                      | Puente Caucau                                            | Río Caucau                      | 070             | 0002           | Zapfenbrücke                     | 0363             | 2018                  | —                    | Straße                                    | – / 2                 | Valdivia, Región de Los Ríos          | -39.801027777778 -73.252194444444 | CHL     |
|                                                                                      | South Market Street Bridge                               | Christina River                 | 070             | 0002           | Zapfenbrücke                     | 0088             | (1883) 1927           | —                    | Straße                                    | – / 3                 | Wilmington, Delaware                  | 39.736388888889 -75.554166666667  | USA     |
|                                                                                      | Ewing Avenue Bridge                                      | Calumet River                   | 070             | 0002           | Zapfenbrücke                     | 0103             | 1914                  | —                    | Straße                                    | – / 2                 | Chicago, Illinois                     | 41.7275 -87.541666666667          | USA     |
|                                                                                      | Jann-Berghaus-Brücke                                     | Ems                             | 069             | 00002 (3)      | Zapfenbrücke                     | 0469             | (1940–1991) 2009      | —                    | Straße                                    | – / 2                 | Leer, Niedersachsen                   | 53.218111111111 7.4261388888889   | GER     |
| Brücke von 1916                                                                      | Walnut Grove Bridge                                      | Sacramento River                | 069 0(69)       | 0002           | Fersenzapfenbrücke (Typ Strauss) | 0086 00(92)      | 1916 00(1951) (4)     | —                    | Straße                                    | – / 2                 | Walnut Grove, Kalifornien             | 38.242138888889 -121.51497222222  | USA     |
|                                                                                      | Rio Vista Bridge                                         | Sacramento River                | 069             | 0002           | Fersenzapfenbrücke (Typ Strauss) | ca. 800          | 1919                  | 1960                 | Straße (ersetzt)                          | – / 2                 | Rio Vista, Kalifornien                | 38.158722222222 -121.68383333333  | USA     |
|                                                                                      | Paintersville Bridge                                     | Sacramento River                | 069             | 0002           | Fersenzapfenbrücke (Typ Strauss) | 0179             | 1923                  | —                    | Straße                                    | – / 2                 | Paintersville, Kalifornien            | 38.318583333333 -121.57730555556  | USA     |
|                                                                                      | Isleton Bridge                                           | Sacramento River                | 069             | 0002           | Fersenzapfenbrücke (Typ Strauss) | 0190             | 1923                  | —                    | Straße                                    | – / 2                 | Isleton, Kalifornien                  | 38.171944444444 -121.59377777778  | USA     |
|                                                                                      | Freeport Bridge                                          | Sacramento River                | 069             | 0002           | Fersenzapfenbrücke (Typ Strauss) | 0199             | 1929                  | —                    | Straße                                    | – / 2                 | Freeport, Kalifornien                 | 38.455694444444 -121.502          | USA     |
|                                                                                      | Tower Bridge                                             | Themse                          | 069             | 0002           | Zapfenbrücke                     | 0244             | 1894                  | —                    | Straße                                    | – / 2                 | London, England                       | 51.5055 -0.075444444444444        | GBR     |
|                                                                                      | South Ashland Avenue Bridge                              | Chicago Sanitary and Ship Canal | 069             | 0002           | Zapfenbrücke                     | 0095             | (1883, 1902) 1938     | —                    | Straße                                    | – / 4                 | Chicago, Illinois                     | 41.845 -87.66575                  | USA     |
|                                                                                      | Andrew P. McArdle Memorial Bridge                        | Chelsea Creek                   | 069             | 0002           | Rollklappbrücke (Typ Scherzer)   | 0316             | (1850er–1901) 1954    | —                    | Straße                                    | – / 2                 | Boston, Massachusetts                 | 42.385861111111 -71.039277777778  | USA     |
|                                                                                      | Pamban-Brücke                                            | Palkstraße                      | 069             | 0002           | Rollklappbrücke (Typ Scherzer)   | 2065             | 1914                  | —                    | Eisenbahn                                 | 1 / –                 | Ramanathapuram, Tamil Nadu            | 9.2829722222222 79.205305555556   | IND     |
|                                                                                      | South Halsted Street Bridge                              | Chicago River                   | 068             | 0002           | Zapfenbrücke                     | 0096             | (1861–1894) 1934      | —                    | Straße                                    | – / 2                 | Chicago, Illinois                     | 41.849444444444 -87.646388888889  | USA     |
|                                                                                      | California Avenue Bridge                                 | Chicago Sanitary and Ship Canal | 068             | 0002           | Zapfenbrücke                     | 0096             | 1926                  | —                    | Straße                                    | – / 2                 | Chicago, Illinois                     | 41.834722222222 -87.694722222222  | USA     |
|                                                                                      | Harlem Avenue Bridge                                     | Chicago Sanitary and Ship Canal | 068             | 2 × 2          | Zapfenbrücke                     | 0139             | 1931 1966             | —                    | Straße                                    | – / 6                 | Chicago, Illinois                     | 41.800944444444 -87.801944444444  | USA     |
|                                                                                      | Herring Bridge (Great Yarmouth Third River Crossing)     | Yare                            | 068             | 0002           | Zapfenbrücke                     | 0090             | 2024                  | —                    | Straße                                    | – / 4                 | Great Yarmouth, England               | 52.592972222222 1.7262222222222   | GBR     |
|                                                                                      | Congress Parkway Bridge                                  | Chicago River                   | 068             | 2 × 2          | Zapfenbrücke                     | 0102             | 1956                  | —                    | Straße                                    | – / 7                 | Chicago, Illinois                     | 41.875638888889 -87.63675         | USA     |
|                                                                                      | Madison Street Bridge                                    | Chicago River                   | 067             | 0002           | Zapfenbrücke                     | 0086             | (1849–1891) 1922      | —                    | Straße                                    | – / 3                 | Chicago, Illinois                     | 41.881888888889 -87.638138888889  | USA     |
|                                                                                      | Great Bridge Bridge                                      | Atlantic Intracoastal Waterway  | 067             | 0002           | Rollklappbrücke (Typ Scherzer)   | 0077             | (1770–1943) 2004      | —                    | Straße                                    | – / 5                 | Chesapeake, Virginia                  | 36.720861111111 -76.239944444444  | USA     |
|                                                                                      | St. Charles Air Line Bridge                              | Chicago River                   | 067             | 0001           | Fersenzapfenbrücke (Typ Strauss) | 0085             | (1882, 1919) 1930     | —                    | Eisenbahn                                 | 2 / –                 | Chicago, Illinois                     | 41.861027777778 -87.634583333333  | USA     |
|                                                                                      | Walnut Street Bridge                                     | Christina River                 | 067             | 0002           | Zapfenbrücke                     | 0195             | 1957                  | —                    | Straße                                    | – / 4                 | Wilmington, Delaware                  | 39.735222222222 -75.551055555556  | USA     |
|                                                                                      | Henry Ford Bridge                                        | Hafen Los Angeles               | 067             | 0002           | Fersenzapfenbrücke (Typ Strauss) | 0232             | 1924                  | 1996                 | Eisenbahn / Straße (ersetzt)              | 2 / 2                 | Los Angeles County, Kalifornien       | 33.766055555556 -118.24013888889  | USA     |
|                                                                                      | Homer Bridge                                             | Wellandkanal                    | 067             | 0002           | Rollklappbrücke (Typ Scherzer)   | ca. 225          | 1928                  | —                    | Straße                                    | – / 2                 | St. Catharines, Ontario               | 43.165805555556 -79.195055555556  | CAN     |
|                                                                                      | Ohio Street Bridge                                       | Chicago River                   | 067             | 2 × 2          | Zapfenbrücke                     | 0112             | 1961                  | —                    | Straße                                    | – / 6                 | Chicago, Illinois                     | 41.8925 -87.641916666667          | USA     |
|                                                                                      | Fore River Bridge                                        | Fore River                      | 067             | 0002           | Rollklappbrücke (Typ Scherzer)   | 0403             | (?,1905) 1936         | 2006                 | Straße (ersetzt)                          | – / 6                 | Quincy, Massachusetts                 | 42.244166666667 -70.967777777778  | USA     |
|                                                                                      | Schleusenbrücken der Pierre Vandammesluis (Voorhaven)    | Pierre Vandammesluis            | 067             | 2 × 1          | Zapfenbrücke                     | ca. 86           | 1985                  | —                    | Straße (7)                                | – / 4                 | Zeebrugge, Provinz Westflandern       | 51.336472222222 3.2150277777778   | BEL     |
|                                                                                      | Sleusenbrücken der Pierre Vandammesluis (Achterhaven)    | Pierre Vandammesluis            | 067             | 2 × 1          | Zapfenbrücke                     | ca. 86           | 1985                  | —                    | Straße (7)                                | – / 4                 | Zeebrugge, Provinz Westflandern       | 51.3315 3.2195                    | BEL     |
|                                                                                      | Ballard Bridge                                           | Lake Washington Ship Canal      | 066             | 0002           | Zapfenbrücke                     | ca. 870          | (1889, 1910) 1917     | —                    | Straße                                    | – / 4                 | Seattle, Washington                   | 47.659805555556 -122.37622222222  | USA     |
|                                                                                      | University Bridge                                        | Lake Washington Ship Canal      | 066             | 0002           | Zapfenbrücke                     | ca. 470          | (1890, 1909) 1919     | —                    | Straße                                    | – / 4                 | Seattle, Washington                   | 47.653166666667 -122.32011111111  | USA     |
|                                                                                      | Klappbrücke Huntebrück                                   | Hunte                           | 066             | 0001           | Zapfenbrücke                     | 0084             | (1953) 2015           | —                    | Straße                                    | – / 2                 | Elsfleth, Niedersachsen               | 53.200055555556 8.4474722222222   | GER     |
|                                                                                      | Schleusenbrücken der Nieuwe Sluis (Buitenhaven)          | Schleusenkomplex Terneuzen      | 066             | 0001           | Zapfenbrücke                     | 0086             | 2023                  | —                    | Straße                                    | – / 2                 | Terneuzen, Provinz Zeeland            | 51.331722222222 3.8175555555556   | NLD     |
|                                                                                      | Schleusenbrücken der Nieuwe Sluis (Kanal Gent–Terneuzen) | Schleusenkomplex Terneuzen      | 066             | 0001           | Zapfenbrücke                     | 0086             | 2023                  | —                    | Straße                                    | – / 2                 | Terneuzen, Provinz Zeeland            | 51.327305555556 3.8203888888889   | NLD     |
|                                                                                      | Arlington Memorial Bridge                                | Potomac River                   | 066             | 0002           | Zapfenbrücke                     | 0627             | 1932                  | 2018                 | Straße (Klappbrücke entfernt)             | – / 6                 | Washington, D.C.                      | 38.887333333333 -77.055555555556  | USA     |
|                                                                                      | Cermak Road Bridge                                       | Chicago River                   | 066             | 0002           | Rollklappbrücke (Typ Scherzer)   | 0103             | (1871) 1906           | —                    | Straße                                    | – / 2                 | Chicago, Illinois                     | 41.85275 -87.640527777778         | USA     |
|                                                                                      | Hylebos Waterway Bridge                                  | Hafen Tacoma                    | 066             | 0002           | Zapfenbrücke                     | 0298             | (1925) 1939           | —                    | Straße                                    | – / 2                 | Tacoma, Washington                    | 47.277638888889 -122.39458333333  | USA     |
|                                                                                      | FEC Strauss Trunnion Bascule Bridge                      | St. Johns River                 | ca. 65          | 0001           | Fersenzapfenbrücke (Typ Strauss) | 0749             | (1890) 1925           | —                    | Eisenbahn                                 | 2 / –                 | Jacksonville, Florida                 | 30.3225 -81.665555555556          | USA     |
|                                                                                      | Randolph Street Bridge                                   | Chicago River                   | 065             | 0002           | Zapfenbrücke                     | 0103             | (1833–1903) 1984      | —                    | Straße                                    | – / 2                 | Chicago, Illinois                     | 41.884444444444 -87.637972222222  | USA     |
|                                                                                      | Loomis Street Bridge                                     | Chicago River                   | 065             | 0002           | Zapfenbrücke                     | 0139             | (1889, 1904) 1974     | —                    | Straße                                    | – / 2                 | Chicago, Illinois                     | 41.845833333333 -87.660833333333  | USA     |
|                                                                                      | Thames River Bridge                                      | Thames River                    | 065             | 0001           | Fersenzapfenbrücke (Typ Strauss) | 0423             | (1889) 1919           | 2008                 | Eisenbahn (Klappbrücke ersetzt)           | 2 / –                 | Groton, Connecticut                   | 41.363055555556 -72.0875          | USA     |
|                                                                                      | Van Buren Street Bridge                                  | Chicago River                   | 064             | 0002           | Zapfenbrücke                     | 0081             | (1867–1895) 1956      | —                    | Straße                                    | – / 2                 | Chicago, Illinois                     | 41.87675 -87.637472222222         | USA     |
|                                                                                      | Jan Bogaertsbrug                                         | Seekanal Brüssel-Schelde        | 064             | 2 × 1          | Zapfenbrücke                     | 0084             | 1976 1980             | —                    | Eisenbahn / Straße                        | 2 / 2                 | Kapelle-op-den-Bos, Provinz Antwerpen | 51.011194444444 4.3651666666667   | BEL     |
|                                                                                      | Nijverheidsbrug                                          | Seekanal Brüssel-Schelde        | ca. 64          | 0001           | Zapfenbrücke                     | ca. 130          | 1977                  | —                    | Eisenbahn                                 | 02 / – (8)            | Puurs-Sint-Amands, Provinz Antwerpen  | 51.085 4.3511111111111            | BEL     |
|                                                                                      | Harrison Street Bridge                                   | Chicago River                   | 064             | 0002           | Zapfenbrücke                     | 0085             | (1877, 1905) 1960     | —                    | Straße                                    | – / 2                 | Chicago, Illinois                     | 41.874444444444 -87.636111111111  | USA     |
|                                                                                      | E. Clay Shaw, Jr. Bridge                                 | Stranahan River                 | 064             | 2 × 2          | Zapfenbrücke                     | 0582             | (1956) 2002           | —                    | Straße                                    | – / 4                 | Fort Lauderdale, Florida              | 26.100694444444 -80.118611111111  | USA     |
|                                                                                      | Palastbrücke                                             | Große Newa                      | 064             | 0002           | Zapfenbrücke                     | 0260             | 1916                  | —                    | Straße                                    | – / 6                 | Sankt Petersburg, Nordwestrussland    | 59.941111111111 30.308611111111   | RUS     |
|                                                                                      | Zandvlietbrug                                            | Zandvlietsluis                  | 063             | 0001           | Zapfenbrücke                     | 0084             | 1966                  | —                    | Eisenbahn / Straße (2)                    | 1 /(2)                | Antwerpen, Provinz Antwerpen          | 51.345888888889 4.2905277777778   | BEL     |
|                                                                                      | Frederik Hendrikbrug                                     | Zandvlietsluis                  | 063             | 0001           | Zapfenbrücke                     | ca. 84           | 1984                  | —                    | Eisenbahn / Straße (2)                    | 1 /(2)                | Antwerpen, Provinz Antwerpen          | 51.346555555556 4.2818333333333   | BEL     |
|                                                                                      | Salmon Bay Bridge                                        | Lake Washington Ship Canal      | 063             | 0001           | Fersenzapfenbrücke (Typ Strauss) | 0347             | 1914                  | —                    | Eisenbahn                                 | 2 / –                 | Seattle, Washington                   | 47.666805555556 -122.40213888889  | USA     |
|                                                                                      | Halsted Street North Branch Canal Bridge                 | Chicago River                   | 063             | 0002           | Zapfenbrücke                     | 0092             | (1874) 1909           | 2011                 | Straße (ersetzt)                          | – / 2                 | Chicago, Illinois                     | 41.902 -87.648083333333           | USA     |
|                                                                                      | North Western Avenue Bridge                              | Chicago River                   | 063             | 0002           | Zapfenbrücke                     | 0322             | (1891) 1904           | 1973                 | Straße (ersetzt)                          | – / 2                 | Chicago, Illinois                     | 41.935777777778 -87.687888888889  | USA     |
|                                                                                      | Phra-Phutthayotfa-Brücke                                 | Mae Nam Chao Phraya             | 062             | 0002           | Zapfenbrücke                     | 0678             | 1932                  | 1983                 | Straße (Klappen fixiert)                  | – / 3                 | Bangkok, Zentralthailand              | 13.739166666667 100.4975          | THA     |
|                                                                                      | Roosevelt Road Bridge                                    | Chicago River                   | 062             | 0002           | Zapfenbrücke                     | 0079             | (1868, 1886) 1928     | —                    | Straße                                    | – / 4                 | Chicago, Illinois                     | 41.867333333333 -87.634722222222  | USA     |
|                                                                                      | Zelzatebrug                                              | Kanal Gent–Terneuzen            | 062             | 0002           | Zapfenbrücke                     | ca. 165          | 1968                  | —                    | Straße                                    | – / 4                 | Zelzate, Provinz Ostflandern          | 51.200555555556 3.8013888888889   | BEL     |
|                                                                                      | Royal Park Bridge                                        | Atlantic Intracoastal Waterway  | 062             | 2 × 2          | Zapfenbrücke                     | 0333             | (1911–1959) 2005      | —                    | Straße                                    | – / 4                 | West Palm Beach, Florida              | 26.705972222222 -80.046444444444  | USA     |
|                                                                                      | Puente de Albatros                                       | Hafen von Lázaro Cárdenas       | 062             | 0002           | Zapfenbrücke                     | 0514             | 2010                  | —                    | Straße                                    | – / 4                 | Ciudad Lázaro Cárdenas, Michoacán     | 17.938833333333 -102.18444444444  | MEX     |
|                                                                                      | Jackson Boulevard Bridge                                 | Chicago River                   | 062             | 0002           | Zapfenbrücke                     | 0083             | (1888) 1915           | —                    | Straße                                    | – / 2                 | Chicago, Illinois                     | 41.878055555556 -87.6375          | USA     |
|                                                                                      | Simpson Avenue Bridge                                    | Hoquiam River                   | 061             | 0002           | Zapfenbrücke                     | 0604             | 1928                  | —                    | Straße                                    | – / 2                 | Hoquiam, Washington                   | 46.975416666667 -123.87708333333  | USA     |
|                                                                                      | Adams Street Bridge                                      | Chicago River                   | 061             | 0002           | Zapfenbrücke                     | 0076             | (1869–1889) 1927      | —                    | Straße                                    | – / 3                 | Chicago, Illinois                     | 41.879333333333 -87.638027777778  | USA     |
|                                                                                      | Van Brienenoordbrug                                      | Nieuwe Maas                     | 053 060         | 2 × 1          | Zapfenbrücke                     | 1320             | 1965 1990             | —                    | Straße                                    | – /12                 | Rotterdam, Provinz Zuid-Holland       | 51.904888888889 4.5419166666667   | NLD     |
|                                                                                      | Washington Boulevard Bridge                              | Chicago River                   | 060             | 0002           | Zapfenbrücke                     | 0093             | (1875, 1891) 1913     | —                    | Straße                                    | – / 3                 | Chicago, Illinois                     | 41.883222222222 -87.638111111111  | USA     |
|                                                                                      | Boulevardbrug                                            | Seekanal Brüssel-Schelde        | 060             | 0001           | Zapfenbrücke                     | ca. 115          | (1912, 1953) 2008     | —                    | Straße                                    | – / 2                 | Willebroek, Provinz Antwerpen         | 51.080833333333 4.3566666666667   | BEL     |
|                                                                                      | Krungthep-Brücke                                         | Mae Nam Chao Phraya             | >60             | 0002           | Zapfenbrücke                     | 0626             | 1959                  | —                    | Straße                                    | – / 4                 | Bangkok, Zentralthailand              | 13.700722222222 100.49222222222   | THA     |